# Project Rainfall
Project Rainfall (Originaltitel Occupation: Rainfall) ist ein australischer Science-Fiction-Actionfilm aus dem Jahr 2020 von Luke Sparke. Der Film ist eine Fortsetzung von Occupation (2018).

## Handlung
Zwei Jahre nach der Alieninvasion erfährt der Widerstand von einer geheimen Operation der Aliens namens „Rainfall“. Ein Team macht sich auf den Weg, herauszufinden, worum es sich dabei handelt.
Währenddessen werden die Basis des Widerstands in Sydney sowie die Stadt selbst zerstört. Die Überlebenden fliehen zu einer Militärbasis in den Bergen, die jedoch ebenfalls zerstört wird.
Project Rainfall stellt sich als ein künstlicher Asteroid heraus, der vor 66 Millionen Jahren von den Aliens auf die Erde geschickt wurde, um den Planeten zu säubern. Trotz der Versuche, die Invasion mit einem Gegenschlag zu stoppen, sind die Aliens siegreich und die Menschen ziehen sich zurück.

## Produktion
Am 17. September 2020 wurde verkündet, dass Jason Isaacs der Besetzung des Films als Stimme beigetreten ist. Gleichzeitig wurde bekannt, dass sich der Film in der Post-Produktion befindet und die visuellen Effekte von den Machern hinter Star Wars: The Last Jedi erstellt werden.

## Veröffentlichung
Der Film hatte seine Premiere am 30. Oktober 2020 beim Monster Fest, am 28. Januar 2021 folgte der Kinostart in Australien. Weitere Kinostarts folgten im Verlauf des Jahres in Polen, Neuseeland und den USA.
Project Rainfall wurde zudem am 9. Oktober 2021 auf Netflix veröffentlicht. Derzeit ist der Film auch auf Amazon Prime verfügbar.

## Fortsetzung
Luke Sparke entwickelt derzeit eine Fortsetzung zum Film unter dem Titel Rainfall Chapter 2.